# Nueva Palestina, Salto de Agua
Nueva Palestina är en ort i Mexiko.   Den ligger i kommunen Salto de Agua och delstaten Chiapas, i den sydöstra delen av landet, 800 km öster om huvudstaden Mexico City. Nueva Palestina ligger 79 meter över havet och antalet invånare är 106.
Terrängen runt Nueva Palestina är huvudsakligen kuperad, men den allra närmaste omgivningen är platt. Runt Nueva Palestina är det ganska tätbefolkat, med 60 invånare per kvadratkilometer. Närmaste större samhälle är Salto de Agua, 13,5 km norr om Nueva Palestina. Trakten runt Nueva Palestina består till största delen av jordbruksmark.